# Parafia św. Jadwigi Śląskiej w Opolu-Malinie
Parafia Świętej Jadwigi Śląskiej – rzymskokatolicka parafia położona przy ulicy Teligi 81 w Opolu-Malinie. Parafia należy do dekanatu Opole w diecezji opolskiej.

## Historia parafii
Parafia została erygowana 1 sierpnia 1993 roku, z parafii św. Katarzyny w Opolu-Groszowicach. Kościół parafialny wybudowano w latach 1989–1993. Jego konsekracja miała miejsce 29 czerwca 1993 roku.

## Liczebność i zasięg parafii
Parafię zamieszkuje 1000 mieszkańców, zasięgiem duszpasterskim obejmuje ona ulice:
- Adama,
- Ciołkowskiego,
- Dożynkową,
- Geodetów,
- Grenadierów,
- Kosmonautów,
- Kosynierów,
- Lipiny,
- Małgorzaty,
- Miodową,
- Olimpijską,
- Przedmieście,
- Sportową,
- Teligi,
- Żeglarską.

### Szkoły i przedszkola
- Zespół szkolno-przedszkolny stowarzyszenia Pro Liberia Silesiae w Opolu

## Duszpasterze

### Proboszczowie
- ks. Werner Skworcz,
- ks. Andrzej Styra
- ks. Wojciech Czekała
- ks. Paweł Grzegorz Landwójtowicz
- ks. Marcin Łukasz Patycki[3]